# Гипполох (один из Тридцати тиранов)
Гипполох (др.-греч. Θεαγένης; умер после 403 года до н. э.) — древнегреческий политический деятель, один из Тридцати тиранов, правивших Афинами в 404—403 годах до н. э. Упоминается только в одном из сохранившихся источников — в «Греческой истории» Ксенофонта. Известно, что Гипполох принадлежал к той трети членов совета, которая была избрана экклесией, и представлял филу Эгеида. О дальнейшей его судьбе точных сведений нет. При этом античные авторы сообщают, что большинство «тиранов» после поражения в гражданской войне бежало в Элевсин (403 год до н. э.), и позже одни предстали перед судом, другие были убиты, а третьи нашли убежище в других регионах Греции.